# Myron Brown
Julian Myron Brown (nacido el 3 de noviembre de 1969 en McKees Rocks, Pensilvania) es un exjugador de baloncesto estadounidense que disputó una temporada en la NBA, transcurriendo el resto de su carrera en ligas menores de su país, y en diferentes equipos de Italia y Sudamérica. Con 1,91 metros de estatura, jugaba en la posición de base.

## Trayectoria deportiva

### Universidad
Jugó durante cuatro temporadas con los Rock de la Universidad Slippery Rock, en las que promedió 22,6 puntos, 6,6 rebotes Y 2,6 asistencias por partido. Es el máximo anotador en la historia de su universidad.

### Profesional
Fue elegido en la trigésimo cuarta posición del Draft de la NBA de 1991 por Minnesota Timberwolves, con los que únicamente disputó cuatro partidos, en los que promedió 2,3 puntos y 1,5 asistencias.
Su carrera continuó en ligas menores de su país, en la CBA y la USBL, hasta que en 1997 fichó por el Scaligera Basket Verona de la liga italiana. Jugó una temporada en el equipo, para posteriormente hacerlo también en el Victoria Libertas Pesaro, el Basket Livorno y el Progresso Castelmaggiore, promediando en el total de las cuatro temporadas 16,5 puntos y 3,9 rebotes por partido.
En 2001 fichó por el Aurora Basket Jesi de la Legadue, donde jugó una temporada en la que promedió 15,6 puntos y 3,8 rebotes por partido. Acabó su carrera jugando en Venezuela y en Brasil.

## Estadísticas de su carrera en la NBA

### Temporada regular
| Año     | Equipo    | PJ | PT | MPP | %TC  | %3P  | %TL | RPP | APP | ROB | TPP | PPP |
| ------- | --------- | -- | -- | --- | ---- | ---- | --- | --- | --- | --- | --- | --- |
| 1991–92 | Minnesota | 4  | 0  | 5.8 | .667 | .333 | –   | .8  | 1.5 | .3  | .0  | 2.3 |
| Total   | Total     | 4  | 0  | 5.8 | .667 | .333 | –   | .8  | 1.5 | .3  | .0  | 2.3 |